# Муунрейкър (роман)
„Муунрейкър“ (на английски: Moonraker) е роман на английския писател Иън Флеминг. Той е трети от поредицата за Джеймс Бонд. Издаден е на 5 април 1955 г. от издателство „Jonathan Cape“.

## Сюжет
Внимание:  Текстът по-долу разкрива сюжета на произведението (или части от него)!
„М“ вика при себе си Джеймс Бонд и го моли да помогне в разплитането на странен случай. В престижния клуб за игра на карти, където понякога отдъхва „М“, един от играчите, Хуго Дракс, играе нечестно.
Бонд е слушал много за този човек, защото неговата история е много необичайна. По време на Втората световна война германските диверсанти взривяват столова с британски офицери. Един от британските офицери оцелява, но е обезобразено и загубва паметта си. След проучване на оцелелите документи, е установено, че това Хуго Дракс, въпреки че абсолютна сигурност няма. След края на войната, Дракс започва да се занимава с минна дейност и става монополист в доставките на уникалната руда „колумбит“. Този материал се използва широко в строителството на турбини за самолети и балистични ракети. Много бързо Дракс се превръща в един от най-богатите хора в Англия. Дракс е направил необичайно предложение на британското правителство – за своя сметка да построи мощна ракета, използвайки „колумбит“. Тази ракета ще използвана срещу всяка страна в света като „оръжие за възмездие“. Проектът е подкрепен от властите и е кръстен „Муунрейкър“.
Вечерта „М“ и Бонд отиват в клуба и Бонд внимателно изучава как да играе Дракс. Бонд скоро осъзнава, че Дракс използва много прост изманически трик. Полагайки на масата лъскава метална табакера, Дракс като в огледало, вижда всички раздадени карти. Бонд взема решение да накаже измамника Драск, и започва да играе с него на „бридж“ като раздава картите по определен начин. Уловката на Бонд успява блестящо, и Дракс губи много пари – около £ 15 000.
На следващия ден в завода, където се строи ракетата „Муунрейкър“ става двойно убийство. Застрелян е офицерът по безопасността, който по-рано съобщава на държавните органи за някои странни случаи неща, които се случват в завода. Убиецът, немски инженер, работещ по проекта, веднага се е самоубил. Мотив за престъплението се предполага, че е ревност и свързана с г-жа Гала Брандт, която работи като секретарка на Дракс и едновременно е офицер от Скотланд Ярд. Тя е внедрена в проекта „Муунрейкър“, за да наблюдава Дракс. „M” подозира, че Дракс е замислил мръсна игра и изпраща Бонд в ролята на нов офицер по безопасността.
Пристигайки в завода, Бонд се срещна с Дракс, който го запознава с колегите си: д-р Валтер и помощника му с фамилия Кребс. Дракс лично показва Бонд територията на завода и шахтата, където е поставена ракетата. Бонд не вижда нищо подозрително. В разговор с Дракс и г-жа Брандт Бонд разбира, че че Кребс си е позволил да се рови в личните им документи. Когато се връща в кабинета си, Бонд заварва в него Кребс, който се опитва да отвори касата. След кратка схватка Кребс успява да се освободи и да избяга.
На следващия ден Бонд се разхожда с Гала Брандт на плажа и предлага да поплуват. Изведнъж става експлозия, и върху тях се изсипват парчета камъни. По щастлива случайност те остават живи. Подозирайки, че това е извършено от Дракс, Бонд окончателно се убеждава, че той подготвя някакво голямо престъпление.
По време на пътуване до Лондон Гала Брандт успява незабелязано да извади от джоба на Дракс бележника му. Бегло преглеждайки записките му тя разбира, че по време на изпитанията на ракетата тя ще измени курса си и ще падне в Лондон. А най-страшното е, че тя няма да бъде оборудвана с учебна глава, а с ядрена бойна глава. Но Кребс я разкрива и тя е брутално пребита и отвлечена. Откривайки изчезването на Брандт, Бонд започва да я издирва. Преследвайки автомобила на Дракс, Бонд попада в катастрофа организирана от Кребс. Скоро вързаните и безпомощни Бонд и Брандт са отведени в кабинета при Дракс за разпит. Кребс се подготвя да ги измъчва с горелка, но Бонд бързо признава, че той и Гала са агенти на Скотланд Ярд.
Предвкусвайки своята скорошна победа, Дракс разказва всички подробности за своя план. Оказва се, че истинското му име е граф Хуго фон дер Грахе. Той е офицер от „SS“, който е изпратен в британската армия да организира саботажи. След експлозията в офицерската столова решава да се превърне в Дракс. Той работи усилено, търгувайки с „колумбит“ и скоро се превръща в милионер. Въпреки това, през цялото това време, Дракс мечтае за отмъщение. Съветските разузнавателни служби му предоставят ядрена бойна глава и инженер, който да препрограмира системата за управление на „Муунрейкър“. По време на стартирането на ракета Дракс и неговия екип ще бъдат на определено място, където ще изчакат съветска подводница. А Бонд и Гала Дракс е решил да остави в помещинието под дюзите на „Муунрейкър“, за да бъдат изпепелени.
След като Дракс си тръгва, Бонд прави отчаян опит да се освободи. Той успява да запали горелката, оставена от Кребс, и захапвайки я със зъби прогаря въжетата. Гала предлага на Бонд смел план – да пренастроят жирископните устройства на ракета, така че тя да падне не в Лондон, а на мястото, където Дракс ще изчака подводницата. След като правят това те се скриват във вентилационната шахта, където са силно обгорени от пара, която Дракс нарежда да пуснат.
Планът на Гала сработва. „Муунрейкър“ пада в морето и прави подводен ядрен взрив. Дракс, заедно със съучастниците си и съветската подводница, загиват. Освен това са унищожени няколко кораба, огромната вълна от ядрения взрив сериозна поврежда крайбрежието на Холандия. Общият брой на жертвите достига около двеста души. Британското правителство решава да засекрети всички подробности по случая. „М“ извиква Бонд и му предлага за известно време да напусне страната с Гала Брандт да се предотврати изтичане на информация. Всички разходи, свързани с платения му отпуск, ще плати британското правителство.
Бонд очаква да прекара времето си с девойката, която му харесва, но Гала казва на Бонд, че има годеник. След прощална целувка Бонд и Гала се разделят завинаги ...

## Адаптации
Романът е екранизиран през 1979 г. във филма „Муунрейкър“ (единадесети филм на „официалната“ „бондиана“), в който ролята на Джеймс Бонд се изпълнява от Роджър Мур.